# Lago Labaz
El lago Labaz (del ruso: озеро Лабаз)  es un lago de agua dulce localizado en la parte meridional de la península de Taimir, en las tierras bajas del norte de Siberia de la parte norte-central de Rusia, en el krai de Krasnoyarsk. Se encuentra a 47 m de altitud y tiene una superficie de 470 km². Es el segundo mayor de la península de Taimir, tras el lago Taimir.
Visto desde el espacio, una forma aproximadamente ovalada. Sus afluentes principales son los ríos Jom y Njolda. En la ribera sur-occidental del lago se encuentra la boca de su emisario, el río Kegerdi, una de las fuentes del río Boganida (de 366 km), por lo que el lago está situado en la cuenca del río Játanga. Al este del lago Labaz se encuentra otro lago más pequeño, el lago Chargy.